# Joaquim Cruz
Joaquim Carvalho Cruz (Taguatinga, 12 maart 1963) is een voormalige Braziliaanse atleet, die zich had toegelegd op het lopen van de middellange afstanden. In deze discipline blonk hij met name uit op de 800 m. Hij nam driemaal deel aan de Olympische Spelen en veroverde bij die gelegenheden eenmaal een gouden en eenmaal een zilveren medaille. Hij behoort tot het selecte gezelschap van acht atleten dat erin slaagde om de 800 m af te leggen binnen de 1.42,0.

## Biografie

### Eerste successen als junior
Cruz, zoon van een staalarbeider en opgegroeid in Taguatinga, Federaal District, begon als dertienjarige met hardlopen en gaf al gauw blijk van zijn buitengewone aanleg. Als vijftienjarige liep hij de 800 m al in 1.51 en begon hij, als B-junior, met het veroveren van een hele serie titels op Zuid- en Pan-Amerikaanse kampioenschappen voor junioren, een zegereeks die hij als A-junior voortzette. In totaal werd hij in de periode van 1978-1980 elf keer Zuid- en Pan-Amerikaans juniorenkampioen op vier verschillende atletiekonderdelen, inclusief de 4 x 400 m estafette.

### Wereldjeugdrecord en brons op eerste WK
In 1981 vestigde Cruz, als achttienjarige, met zijn tijd van 1.44,3 een wereldjeugdrecord, ook al had Jim Ryun eerder in 1966 diezelfde tijd al gelopen; toen werden wereldjeugdrecords echter nog niet apart geregistreerd. Cruz verdiende met deze prestatie een studiebeurs aan de Universiteit van Oregon in 1983. Dit leidde onmiddellijk tot succes, want nog in datzelfde jaar veroverde hij de NCAA-titel op de 800 m. Hij nam dat jaar bovendien deel aan de allereerste wereldkampioenschappen, die van Helsinki, waar hij op de 800 m achter Willi Wülbeck (eerste in 1.43,65) en Rob Druppers (tweede in 1.44,20) het brons veroverde in 1.44,27.

### Olympisch kampioen
Het jaar 1984 werd het belangrijkste jaar in de atletiekcarrière van Joaquim Cruz. Het begon er al mee dat hij op de NCAA-kampioenschappen de dubbel haalde op de middellange afstand: de titel op zowel de 800 als de 1500 m, iets wat maar weinigen vóór hem hadden gepresteerd en wat hem pas 26 jaar later, door Andrew Wheating in 2010, zou worden nagedaan.
Vervolgens ging hij op de Olympische Spelen van Los Angeles als een van de favorieten van start en die rol maakte hij waar. Nadat hij schijnbaar moeiteloos door de series (1.45,66), kwartfinales (1.44,84) en halve finale (1.43,82) was gedenderd, verliep de finale precies zoals Cruz die zich had gewenst. Eerst hield de Keniaan Edwin Koech tot 600 meter het tempo hoog, waarna Cruz het karwei afmaakte door de laatste 200 meter te volbrengen in 25,17 s. Hij finishte in 1.43,00, waarmee hij het olympisch record van de Cubaan Alberto Juantorena van 1.43,50 uit 1976 overnam. Regerend wereldrecordhouder Sebastian Coe werd tweede in 1.43,64, terwijl de Amerikaan Earl Jones in 1.43,83 het brons voor zijn rekening nam. Met zijn gouden medaille volgde Cruz hink-stap-springer Adhemar da Silva op, die op atletiekgebied als laatste Braziliaan in 1956 op de Spelen in Melbourne goud had veroverd. De 1500 m, waarvoor hij eveneens ingeschreven stond, moest hij echter aan zich voorbij laten gaan vanwege een plotseling opkomende griepaanval.

### Sterk eindseizoen
Cruz profiteerde maximaal van zijn grootse vorm door het succesvolle jaar af te sluiten met een aantal opvallende, kort op elkaar volgende prestaties in augustus, waaronder enkele Zuid-Amerikaanse records: om te beginnen op 20 augustus een 1000 m in 2.14,09 bij een wedstrijd in Nice, een Zuid-Amerikaans record. Twee dagen later tijdens de Weltklasse Zürich gevolgd door een 800 m in 1.42,34, waarmee hij als tweede ooit door de barrière van 1.43,00 heen brak. Daarna op 24 augustus een optreden in Brussel tijdens de Memorial Van Damme, waar hij de 800 m won in 1.42,41 en ten slotte op 26 augustus een 800 m in Keulen, waar hij een serieuze aanval deed op het wereldrecord van Coe. Met zijn 1.41,77 bleef hij er ten slotte slechts 0,04 seconden van verwijderd. Een Zuid-Amerikaans record was het uiteraard wel; dit record is sindsdien onaantastbaar gebleken.

### Voorspoed en tegenslag
In 1985 wist Joaquim Cruz zijn in 1984 bereikte vorm opnieuw te benaderen. In zes van de acht 800 meterraces waaraan hij dat jaar deelnam, behaalde hij de overwinning, waarbij hij driemaal een tijd realiseerde binnen de 1.43,00. Zijn snelste tijd liep hij, net als het jaar ervoor, in Duitsland waar hij, deze keer in Koblenz, tot 1.42,49 kwam. Dit gevoegd bij een snelle 1000 m in 2.15,11 in Bern, leidde ertoe dat hij door het tijdschrift Track & Field News voor het tweede achtereenvolgende jaar bovenaan de lijst met ’s werelds beste middellange afstandatleten werd geplaatst.
De twee volgende jaren kampte Cruz met blessures, waardoor hij op de baan weinig kon laten zien. Slechts een gouden medaille op de 1500 m tijdens de Pan-Amerikaanse Spelen kon in die periode aan zijn palmares worden toegevoegd. De WK in Rome, waar hij stond ingeschreven op de 800 m, moest hij noodgedwongen aan zich voorbij laten gaan.

### Opnieuw OS-medaille
In 1988 was hij echter weer geheel de oude en leek de Braziliaan op de Olympische Spelen in Seoel hard op weg om op de 800 m zijn olympische titel te prolongeren. Niemand had echter rekening gehouden met de nog onbekende Keniaan Paul Ereng, in de nationale ploeg gekomen als invaller voor wereldkampioen Billy Konchellah, die zich wegens ziekte en mentale problemen voor Seoel had moeten afmelden. Ereng ging er in de finale in Seoel echter in 1.43,55 met het goud vandoor, het zilver overlatend aan Cruz (1.43,90) en het brons aan Saïd Aouita (1.44,06).

### Blessures en einde carrière
Na 1988 werd Joaquim Cruz gekweld door achillespeesblessures. Hij behaalde daardoor nooit meer het niveau van de jaren ’84-'85 en ’88. In 1993 trachtte hij een comeback te maken op de 1500 m. Hij kwam uit in diverse Grand Prix-wedstrijden in Europa, maar slaagde er niet in om indruk te maken. Op de Pan-Amerikaanse Spelen in 1995 in Mar del Plata wist hij op de 1500 m echter nog één keer goud te veroveren. Het was zijn laatste grote wapenfeit, want op de Olympische Spelen van 1996 in Atlanta kwam hij op de 1500 m niet door de kwalificatieronden heen. Hij strandde in zijn serie op een ontluisterende achtste plaats.

## Titels
- Olympisch kampioen 800 m - 1984
- Pan-Amerikaanse Spelen kampioen 1500 m – 1987, 1995
- NCAA-kampioen 800 m – 1983, 1984
- NCAA-kampioen 1500 m - 1984
- Pan-Amerikaans juniorenkampioen 800 m - 1980
- Pan-Amerikaans juniorenkampioen 1500 m - 1980
- Zuid-Amerikaans juniorenkampioen 400 m – 1980
- Zuid-Amerikaans juniorenkampioen 800 m - 1980
- Zuid-Amerikaans B-juniorenkampioen 400 m – 1978, 1979
- Zuid-Amerikaans B-juniorenkampioen 800 m – 1978, 1979
- Zuid-Amerikaans B-juniorenkampioen 1500 m – 1979
- Zuid-Amerikaans B-juniorenkampioen 4 x 400 m – 1978, 1979

## Persoonlijke records
Outdoor
| Onderdeel   | Prestatie       | Datum            | Plaats   |
| ----------- | --------------- | ---------------- | -------- |
| 800 m       | 1.41,77 (AR)    | 26 augustus 1984 | Keulen   |
| 1000 m      | 2.14,09 (AR)    | 20 augustus 1984 | Nice     |
| 1500 m      | 3.34,63 (ex-AR) | 14 augustus 1988 | Hengelo  |
| 1 Eng. Mijl | 3.53,00 (ex-AR) | 13 mei 1984      | Westwood |

Indoor
| Onderdeel | Prestatie           | Datum            | Plaats    |
| --------- | ------------------- | ---------------- | --------- |
| 1000 m    | 2.16,99 (nat. rec.) | 12 februari 1989 | Stuttgart |

## Palmares

### 400 m
- 1978:  Zuid-Amerikaanse B-juniorenkamp. - 50,15 s
- 1979:  Zuid-Amerikaanse B-juniorenkamp. - 48,3 s
- 1980:  Zuid-Amerikaans juniorenkamp. – 47,17 s

### 800 m
- 1978:  Zuid-Amerikaanse B-juniorenkamp. - 1.56,1
- 1978:  Zuid-Amerikaans juniorenkamp. – 1.51,0
- 1979:  Zuid-Amerikaanse B-juniorenkamp. - 1.58,6
- 1980:  Zuid-Amerikaans juniorenkamp. – 1.50,5
- 1980:  Pan-Amerikaans juniorenkamp. – 1.47,85
- 1983:  WK – 1.44,27
- 1984:  OS – 1.43,00 (OR)
- 1984:  Weltklasse te Zürich – 1.42,34 (AR)
- 1984:  Memorial Van Damme – 1.42,41
- 1984:  Permit Meet in Keulen – 1.41,77 (AR)
- 1985:  Weltklasse – 1.43,23
- 1985:  ISTAF in Berlijn – 1.42,98
- 1985:  Grand Prix wedstrijd te Keulen – 1.42,54
- 1985:  Grand Prix wedstrijd te Koblenz – 1.42,49
- 1988:  OS – 1.43,90

### 1000 m
- 1984:  Permit Meet in Nice – 2.14,09 (AR)
- 1985:  Internat. Wedstrijd te Bern – 2.15,11

### 1500 m
- 1979:  Zuid-Amerikaanse B-juniorenkamp. - 4.15,5
- 1980:  Pan-Amerikaanse juniorenkamp. – 3.49,96
- 1987:  Pan-Amerikaanse Spelen – 3.47,34
- 1995:  Pan-Amerikaanse Spelen – 3.40,26
- 1996: 8e in serie OS – 3.45,32

### 4 x 400 m
- 1978:  Zuid-Amerikaanse B-juniorenkamp. - 3.25,0
- 1979:  Zuid-Amerikaanse B-juniorenkamp. - 3.24,7

1896: Teddy Flack ·
1900: Alfred Tysoe ·
1904: Jim Lightbody ·
1908: Mel Sheppard ·
1912: Ted Meredith ·
1920: Albert Hill ·
1924: Douglas Lowe ·
1928: Douglas Lowe ·
1932: Tommy Hampson ·
1936: John Woodruff ·
1948: Mal Whitfield ·
1952: Mal Whitfield ·
1956: Tom Courtney ·
1960: Peter Snell ·
1964: Peter Snell ·
1968: Ralph Doubell ·
1972: Dave Wottle ·
1976: Alberto Juantorena ·
1980: Steve Ovett ·
1984: Joaquim Cruz ·
1988: Paul Ereng ·
1992: William Tanui ·
1996: Vebjørn Rodal ·
2000: Nils Schumann ·
2004: Joeri Borzakovski ·
2008: Wilfred Bungei ·
2012: David Rudisha ·
2016: David Rudisha ·
2020: Emmanuel Korir ·
2024: Emmanuel Wanyonyi
- World Athletics: 14176158
- Virtual International Authority File: 3094150325575510090001